# Domqueur
Domqueur település Franciaországban, Somme megyében. Lakosainak száma 305 fő (2022. január 1.). Domqueur Mesnil-Domqueur, Ailly-le-Haut-Clocher, Ergnies, Franqueville, Fransu, Gorenflos, Maison-Roland és Bussus-lès-Yaucourt községekkel határos.

## Népesség
A település népességének változása:
| Lakosok száma | 304  | 307  | 316  | 311  | 312  | 312  | 310  | 307  | 305  |
|               | 2013 | 2015 | 2016 | 2017 | 2018 | 2019 | 2020 | 2021 | 2022 |